# Copa México Clausura 2019
La Copa MX Clausura 2019 fue la edición 54.ª de la Copa México que cerró el ciclo correspondiente a la temporada 2018-2019. El torneo comenzó el 8 de enero y concluyó el 10 de abril. Fue la última edición en el que se manejo el formato de dos torneos por temporada (Apertura y Clausura).

## Sistema de competencia
En esta edición participaron 14 equipos de la Liga MX, los equipos Monterrey; Santos; Tigres y Toluca no tomaron parte de la competencia ya que jugaron la Liga de Campeones de la Concacaf 2019.
Por otro lado, participaron 13 equipos del Ascenso MX, ya que los equipos Venados y Celaya no se clasificaron al ser los dos peores clasificados de la tabla general del Apertura 2018.

### Fase de clasificación
Los 27 equipos participantes se dividieron en 9 grupos con 3 integrantes cada uno.
Se jugaron 6 fechas. Cada equipo enfrentó a sus dos compañeros de grupo en un ida y vuelta, así como también descansaron dos fechas, en las que sus compañeros de grupo se enfrentaron entre sí.
La puntuación obtenida en cada partido de acuerdo al resultado es la siguiente:
- Por juego ganado se obtendrán tres puntos
- Por juego empatado se obtendrá un punto
- Por juego perdido cero puntos

Si al finalizar las 4 jornadas, tres o más Clubes estuviesen empatados en puntos, su posición en la Tabla General de Clasificación sería determinada atendiendo a los siguientes criterios de desempate:
1. Marcadores particulares entre los Clubes empatados
2. Mejor diferencia de goles anotados y recibidos
3. Mayor número de goles anotados como visitante
4. Mayor número de goles anotados
5. Tabla Fair Play
6. Sorteo

Para determinar los lugares que ocuparán los Clubes que participarán en la Fase Final de la Copa MX C19, se tomará como base la Tabla General de Clasificación al término del Torneo.

### Fase final
Participaron por el título de campeón de la Copa MX C19, los primeros lugares de los 9 grupos y los 7 mejores segundos.
En esta fase los equipos se enfrentaron a un solo partido resultando vencedor el que anote el mayor número de goles en el tiempo reglamentario de juego. En caso de empate en goles o que no se haya anotado ninguno, para decidir al ganador del encuentro se ejecutarían series de tiros penales.
El partido se llevó a cabo en el estadio del club que tenga mejor ubicación en la tabla general de clasificación del torneo de Copa.
La fase final se jugó de la siguiente forma:
- Octavos de Final
  - 1 vs 16 → CF1
  - 2 vs 15 → CF2
  - 3 vs 14 → CF3
  - 4 vs 13 → CF4
  - 5 vs 12 → CF5
  - 6 vs 11 → CF6
  - 7 vs 10 → CF7
  - 8 vs 9 → CF8
- Cuartos de Final
  - CF1 vs CF8 → SF1
  - CF2 vs CF7 → SF2
  - CF3 vs CF6 → SF3
  - CF4 vs CF5 → SF4
- Semifinales
  - SF1 vs SF4 → F1
  - SF2 vs SF3 → F2
- Final
  - F1 vs F2

## Información de los equipos
| Equipo           | Entrenador              | Ciudad                           | Estadio                      | Capacidad | Fundación       | Patrocinador       | Kit          |
| ---------------- | ----------------------- | -------------------------------- | ---------------------------- | --------- | --------------- | ------------------ | ------------ |
| América          | Miguel Herrera          | Ciudad de México                 | Azteca                       | 87 000    | 1916 (108 años) | AT&T               | Nike         |
| Atlante          | Gabriel Pereyra         | Cancún, Quintana Roo             | Olímpico Andrés Quintana Roo | 17 289    | 1918 (106 años) | Riviera Maya       | Kappa        |
| Atlas            | Ángel Guillermo Hoyos   | Guadalajara, Jalisco             | Jalisco                      | 56 713    | 1916 (108 años) | Linio              | Adidas       |
| Cimarrones       | Isaac Morales           | Hermosillo, Sonora               | Héroe de Nacozari            | 18 747    | 2013 (12 años)  | Súper Del Norte    | Keuka        |
| Correcaminos UAT | Juan Carlos Chávez      | Ciudad Victoria, Tamaulipas      | Marte R. Gómez               | 11 087    | 1980 (45 años)  | Aeromar            | Pirma        |
| Cruz Azul        | Pedro Caixinha          | Ciudad de México                 | Azteca                       | 87 000    | 1927 (98 años)  | Cemento Cruz Azul  | Joma         |
| Dorados          | Diego Armando Maradona  | Culiacán, Sinaloa                | Banorte                      | 23 000    | 2003 (21 años)  | Coppel             | Charly       |
| Guadalajara      | José Cardozo            | Guadalajara, Jalisco             | Akron                        | 49 850    | 1906 (119 años) | Akron              | Puma         |
| Juárez           | Gabriel Caballero       | Juárez, Chihuahua                | Olímpico Benito Juárez       | 23 500    | 2015 (10 años)  | S-Mart             | Carrara      |
| León             | Ignacio Ambriz          | León, Guanajuato                 | León                         | 31 297    | 1943 (81 años)  | Telcel             | Pirma        |
| Leones Negros    | Jorge Dávalos           | Guadalajara, Jalisco             | Jalisco                      | 53 985    | 1970 (55 años)  | Electrolit         | Umbro        |
| Lobos BUAP       | Francisco Palencia      | Puebla, Puebla                   | Olímpico de la BUAP          | 21 750    | 1967 (58 años)  | Zurich             | Pirma        |
| Morelia          | Roberto Hernández       | Morelia, Michoacán               | Morelos                      | 38 869    | 1950 (75 años)  | Caliente           | Pirma        |
| Necaxa           | Guillermo Vázquez       | Aguascalientes, Aguascalientes   | Victoria                     | 25 994    | 1923 (101 años) | Cavall Sport       | Charly       |
| Oaxaca           | Álex Diego              | Oaxaca, Oaxaca                   | Tecnológico de Oaxaca        | 17 200    | 2012 (12 años)  | Ópticas América    | Keuka        |
| Pachuca          | Martín Palermo          | Pachuca, Hidalgo                 | Hidalgo                      | 30 000    | 1892 (132 años) | Cementos Fortaleza | Charly       |
| Potros UAEM      | David Rangel            | Toluca, Estado de México         | Alberto "Chivo" Córdoba      | 32 800    | 1970 (55 años)  | OMPP/WOFP          | Kappa        |
| Puebla           | José Luis Sánchez Solá  | Puebla, Puebla                   | Cuauhtémoc                   | 51 726    | 1944 (81 años)  | AT&T               | Li Ning      |
| Querétaro        | Rafael Puente Jr.       | Querétaro, Querétaro             | Corregidora                  | 35 575    | 1950 (74 años)  | Banco Multiva      | Puma         |
| San Luis         | Alfonso Sosa            | San Luis Potosí, San Luis Potosí | Alfonso Lastras              | 30 000    | 2013 (12 años)  | Canel's            | Joma         |
| Tampico Madero   | Miguel de Jesús Fuentes | Tampico Madero, Tamaulipas       | Tamaulipas                   | 19 000    | 1982 (42 años)  | Nexum              | Charly       |
| Tapachula        | Luis Fernando Soto      | Tapachula, Chiapas               | Olímpico de Tapachula        | 21 018    | 2015 (10 años)  | Chiapas            | Silver Sport |
| Tijuana          | Óscar Pareja            | Tijuana, Baja California         | Caliente                     | 27 333    | 2007 (18 años)  | Caliente           | Charly       |
| UNAM             | Bruno Marioni           | Ciudad de México                 | Olímpico Universitario       | 72 000    | 1954 (70 años)  | DHL                | Nike         |
| Veracruz         | Robert Siboldi          | Veracruz, Veracruz               | Luis "Pirata" Fuente         | 30 000    | 1943 (82 años)  | Winpot Casino      | Charly       |
| Zacatecas        | Andrés Carevic          | Zacatecas, Zacatecas             | Carlos Vega Villalba         | 20 737    | 2014 (11 años)  | Telcel             | Pirma        |
| Zacatepec        | Ricardo Valiño          | Zacatepec, Morelos               | Agustín "Coruco" Díaz        | 24 443    | 1948 (77 años)  | Ultromep           | YIRE         |

Datos actualizados al 19 de diciembre de 2018.

### Equipos por entidad federativa
| Pachuca San Luis Morelia Atlas Guadalajara Leones Tijuana Puebla Lobos Potros América Cruz Azul UNAM León Correcaminos Atlante Veracruz Querétaro Necaxa Juárez Tapachula Oaxaca Zacatepec Zacatecas Tampico Madero Cimarrones Dorados |

| Entidad Federativa | N.º | Equipos                            |
| ------------------ | --- | ---------------------------------- |
| Ciudad de México   | 3   | América, Cruz Azul, y Pumas UNAM   |
| Jalisco            | 3   | Atlas, Guadalajara y Leones Negros |
| Puebla             | 2   | Lobos BUAP y Puebla                |
| Tamaulipas         | 2   | Correcaminos y Tampico Madero      |
| Aguascalientes     | 1   | Necaxa                             |
| Baja California    | 1   | Tijuana                            |
| Estado de México   | 1   | Potros UAEM                        |
| Guanajuato         | 1   | León                               |
| Hidalgo            | 1   | Pachuca                            |
| Michoacán          | 1   | Morelia                            |
| Querétaro          | 1   | Querétaro                          |
| Veracruz           | 1   | Veracruz                           |
| Chiapas            | 1   | Tapachula                          |
| Chihuahua          | 1   | FC Juárez                          |
| Morelos            | 1   | Zacatepec                          |
| Oaxaca             | 1   | Oaxaca                             |
| Quintana Roo       | 1   | Atlante                            |
| San Luis Potosí    | 1   | Atlético de San Luis               |
| Sinaloa            | 1   | Dorados                            |
| Sonora             | 1   | Cimarrones                         |
| Zacatecas          | 1   | Zacatecas                          |

## Fase de grupos
- Datos según la página oficial de la competición.

### Grupo 1
| Pos. | Equipo  | Pts. | PJ | G | E | P | GF | GC | Dif. | Clasificación             |
| ---- | ------- | ---- | -- | - | - | - | -- | -- | ---- | ------------------------- |
| 1    | Tijuana | 7    | 4  | 2 | 1 | 1 | 5  | 4  | +1   | Acceso a octavos de final |
| 2    | Pachuca | 6    | 4  | 2 | 0 | 2 | 5  | 5  | 0    | Acceso a octavos de final |
| 3    | Atlante | 4    | 4  | 1 | 1 | 2 | 3  | 4  | −1   |                           |

 Fuente: [cita requerida]
| Grupo 1 | Grupo 1   | Grupo 1   | Grupo 1                | Grupo 1       | Grupo 1       |
| Local   | Resultado | Visitante | Estadio                | Fecha         | Hora (Centro) |
| ------- | --------- | --------- | ---------------------- | ------------- | ------------- |
| Atlante | 1 - 2     | Pachuca   | O. Andrés Quintana Roo | 8 de enero    | 19:00         |
| Tijuana | 1 - 1     | Atlante   | Caliente               | 15 de enero   | 21:00         |
| Pachuca | 2 - 1     | Tijuana   | Hidalgo                | 23 de enero   | 19:00         |
| Pachuca | 0 - 1     | Atlante   | Hidalgo                | 29 de enero   | 19:00         |
| Atlante | 0 - 1     | Tijuana   | O. Andrés Quintana Roo | 6 de febrero  | 19:00         |
| Tijuana | 2 - 1     | Pachuca   | Caliente               | 19 de febrero | 21:00         |

### Grupo 2
| Pos. | Equipo         | Pts. | PJ | G | E | P | GF | GC | Dif. | Clasificación             |
| ---- | -------------- | ---- | -- | - | - | - | -- | -- | ---- | ------------------------- |
| 1    | Juárez         | 10   | 4  | 3 | 1 | 0 | 7  | 2  | +5   | Acceso a octavos de final |
| 2    | Puebla         | 4    | 4  | 1 | 1 | 2 | 7  | 8  | −1   | Acceso a octavos de final |
| 3    | Tampico Madero | 3    | 4  | 1 | 0 | 3 | 5  | 9  | −4   |                           |

 Fuente: [cita requerida]
| Grupo 2        | Grupo 2   | Grupo 2        | Grupo 2                | Grupo 2       | Grupo 2       |
| Local          | Resultado | Visitante      | Estadio                | Fecha         | Hora (Centro) |
| -------------- | --------- | -------------- | ---------------------- | ------------- | ------------- |
| Tampico Madero | 3 - 2     | Puebla         | Tamaulipas             | 9 de enero    | 19:00         |
| Juárez         | 3 - 0     | Tampico Madero | Olímpico Benito Juárez | 15 de enero   | 19:00         |
| Puebla         | 1 - 2     | Juárez         | Cuauhtémoc             | 22 de enero   | 19:00         |
| Tampico Madero | 0 - 1     | Juárez         | Tamaulipas             | 29 de enero   | 19:00         |
| Puebla         | 3 - 2     | Tampico Madero | Cuauhtémoc             | 5 de febrero  | 19:00         |
| Juárez         | 1 - 1     | Puebla         | Olímpico Benito Juárez | 20 de febrero | 19:00         |

### Grupo 3
| Pos. | Equipo    | Pts. | PJ | G | E | P | GF | GC | Dif. | Clasificación             |
| ---- | --------- | ---- | -- | - | - | - | -- | -- | ---- | ------------------------- |
| 1    | Dorados   | 7    | 4  | 2 | 1 | 1 | 7  | 3  | +4   | Acceso a octavos de final |
| 2    | Zacatepec | 6    | 4  | 2 | 0 | 2 | 4  | 9  | −5   | Acceso a octavos de final |
| 3    | Querétaro | 4    | 4  | 1 | 1 | 2 | 8  | 7  | +1   |                           |

 Fuente: [cita requerida]
| Grupo 3   | Grupo 3   | Grupo 3   | Grupo 3             | Grupo 3       | Grupo 3       |
| Local     | Resultado | Visitante | Estadio             | Fecha         | Hora (Centro) |
| --------- | --------- | --------- | ------------------- | ------------- | ------------- |
| Querétaro | 1 - 3     | Dorados   | Corregidora         | 16 de enero   | 19:00         |
| Zacatepec | 0 - 4     | Querétaro | Agustín Coruco Díaz | 23 de enero   | 19:00         |
| Zacatepec | 1 - 0     | Dorados   | Agustín Coruco Díaz | 30 de enero   | 21:00         |
| Querétaro | 2 - 3     | Zacatepec | Corregidora         | 6 de febrero  | 19:00         |
| Dorados   | 3 - 0     | Zacatepec | Banorte             | 12 de febrero | 21:00         |
| Dorados   | 1 - 1     | Querétaro | Banorte             | 20 de febrero | 21:00         |

### Grupo 4
| Pos. | Equipo               | Pts. | PJ | G | E | P | GF | GC | Dif. | Clasificación             |
| ---- | -------------------- | ---- | -- | - | - | - | -- | -- | ---- | ------------------------- |
| 1    | América              | 9    | 4  | 3 | 0 | 1 | 6  | 4  | +2   | Acceso a octavos de final |
| 2    | Atlético de San Luis | 6    | 4  | 2 | 0 | 2 | 5  | 5  | 0    | Acceso a octavos de final |
| 3    | Necaxa               | 3    | 4  | 1 | 0 | 3 | 6  | 8  | −2   |                           |

 Fuente: [cita requerida]
| Grupo 4  | Grupo 4   | Grupo 4   | Grupo 4                 | Grupo 4       | Grupo 4       |
| Local    | Resultado | Visitante | Estadio                 | Fecha         | Hora (Centro) |
| -------- | --------- | --------- | ----------------------- | ------------- | ------------- |
| San Luis | 0 - 2     | Necaxa    | Alfonso Lastras Ramírez | 9 de enero    | 21:00         |
| Necaxa   | 1 - 2     | América   | Victoria                | 15 de enero   | 19:00         |
| América  | 1 - 0     | San Luis  | Azteca                  | 23 de enero   | 21:00         |
| San Luis | 2 - 0     | América   | Alfonso Lastras Ramírez | 30 de enero   | 21:00         |
| América  | 3 - 1     | Necaxa    | Azteca                  | 5 de febrero  | 21:00         |
| Necaxa   | 2 - 3     | San Luis  | Victoria                | 19 de febrero | 19:00         |

### Grupo 5
| Pos. | Equipo    | Pts. | PJ | G | E | P | GF | GC | Dif. | Clasificación             |
| ---- | --------- | ---- | -- | - | - | - | -- | -- | ---- | ------------------------- |
| 1    | Alebrijes | 7    | 4  | 2 | 1 | 1 | 4  | 3  | +1   | Acceso a octavos de final |
| 2    | León      | 5    | 4  | 1 | 2 | 1 | 5  | 5  | 0    | Acceso a octavos de final |
| 3    | Cruz Azul | 4    | 4  | 1 | 1 | 2 | 5  | 6  | −1   |                           |

 Fuente: [cita requerida]
| Grupo 5   | Grupo 5   | Grupo 5   | Grupo 5               | Grupo 5       | Grupo 5       |
| Local     | Resultado | Visitante | Estadio               | Fecha         | Hora (Centro) |
| --------- | --------- | --------- | --------------------- | ------------- | ------------- |
| León      | 0 - 1     | Oaxaca    | León                  | 9 de enero    | 19:00         |
| Cruz Azul | 2 - 3     | León      | Azteca                | 16 de enero   | 19:00         |
| Oaxaca    | 1 - 2     | Cruz Azul | Tecnológico de Oaxaca | 23 de enero   | 19:00         |
| Oaxaca    | 1 - 1     | León      | Tecnológico de Oaxaca | 30 de enero   | 19:00         |
| León      | 1 - 1     | Cruz Azul | León                  | 6 de febrero  | 19:00         |
| Cruz Azul | 0 - 1     | Oaxaca    | Azteca                | 19 de febrero | 21:00         |

### Grupo 6
| Pos. | Equipo           | Pts. | PJ | G | E | P | GF | GC | Dif. | Clasificación             |
| ---- | ---------------- | ---- | -- | - | - | - | -- | -- | ---- | ------------------------- |
| 1    | Morelia          | 12   | 4  | 4 | 0 | 0 | 8  | 3  | +5   | Acceso a octavos de final |
| 2    | Correcaminos UAT | 4    | 4  | 1 | 1 | 2 | 5  | 7  | −2   |                           |
| 3    | Potros UAEM      | 1    | 4  | 0 | 1 | 3 | 5  | 8  | −3   |                           |

 Fuente: [cita requerida]
| Grupo 6      | Grupo 6   | Grupo 6      | Grupo 6                 | Grupo 6       | Grupo 6       |
| Local        | Resultado | Visitante    | Estadio                 | Fecha         | Hora (Centro) |
| ------------ | --------- | ------------ | ----------------------- | ------------- | ------------- |
| Potros UAEM  | 1 - 2     | Morelia      | Alberto "Chivo" Córdoba | 8 de enero    | 19:00         |
| Correcaminos | 2 - 1     | Potros UAEM  | Marte R. Gómez          | 16 de enero   | 21:00         |
| Morelia      | 3 - 1     | Correcaminos | Morelos                 | 23 de enero   | 21:00         |
| Potros UAEM  | 2 - 2     | Correcaminos | Alberto "Chivo" Córdoba | 29 de enero   | 21:00         |
| Morelia      | 2 - 1     | Potros UAEM  | Morelos                 | 5 de febrero  | 21:00         |
| Correcaminos | 0 - 1     | Morelia      | Marte R. Gómez          | 19 de febrero | 19:00         |

### Grupo 7
| Pos. | Equipo               | Pts. | PJ | G | E | P | GF | GC | Dif. | Clasificación             |
| ---- | -------------------- | ---- | -- | - | - | - | -- | -- | ---- | ------------------------- |
| 1    | Veracruz             | 7    | 4  | 2 | 1 | 1 | 4  | 2  | +2   | Acceso a octavos de final |
| 2    | Mineros de Zacatecas | 7    | 4  | 2 | 1 | 1 | 3  | 2  | +1   | Acceso a octavos de final |
| 3    | Lobos BUAP           | 2    | 4  | 0 | 2 | 2 | 0  | 3  | −3   |                           |

 Fuente: [cita requerida]
| Grupo 7    | Grupo 7   | Grupo 7    | Grupo 7              | Grupo 7       | Grupo 7       |
| Local      | Resultado | Visitante  | Estadio              | Fecha         | Hora (Centro) |
| ---------- | --------- | ---------- | -------------------- | ------------- | ------------- |
| Lobos BUAP | 0 - 1     | Zacatecas  | Universitario BUAP   | 8 de enero    | 21:00         |
| Zacatecas  | 2 - 0     | Veracruz   | Carlos Vega Villalba | 15 de enero   | 21:00         |
| Veracruz   | 2 - 0     | Lobos BUAP | Luis "Pirata" Fuente | 22 de enero   | 21:00         |
| Lobos BUAP | 0 - 0     | Veracruz   | Universitario BUAP   | 30 de enero   | 19:00         |
| Zacatecas  | 0 - 0     | Lobos BUAP | Carlos Vega Villalba | 6 de febrero  | 21:00         |
| Veracruz   | 2 - 0     | Zacatecas  | Luis "Pirata" Fuente | 19 de febrero | 21:00         |

### Grupo 8
| Pos. | Equipo      | Pts. | PJ | G | E | P | GF | GC | Dif. | Clasificación             |
| ---- | ----------- | ---- | -- | - | - | - | -- | -- | ---- | ------------------------- |
| 1    | Guadalajara | 8    | 4  | 2 | 2 | 0 | 7  | 3  | +4   | Acceso a octavos de final |
| 2    | Cimarrones  | 4    | 4  | 1 | 1 | 2 | 3  | 4  | −1   |                           |
| 3    | Cafetaleros | 4    | 4  | 1 | 1 | 2 | 2  | 5  | −3   |                           |

 Fuente: [cita requerida]
| Grupo 8     | Grupo 8   | Grupo 8     | Grupo 8               | Grupo 8       | Grupo 8       |
| Local       | Resultado | Visitante   | Estadio               | Fecha         | Hora (Centro) |
| ----------- | --------- | ----------- | --------------------- | ------------- | ------------- |
| Cimarrones  | 1 - 2     | Guadalajara | Héroe de Nacozari     | 8 de enero    | 21:00         |
| Guadalajara | 3 - 0     | Tapachula   | Akron                 | 15 de enero   | 21:00         |
| Tapachula   | 1 - 0     | Cimarrones  | Olímpico de Tapachula | 22 de enero   | 19:00         |
| Guadalajara | 1 - 1     | Cimarrones  | Akron                 | 29 de enero   | 19:00         |
| Cimarrones  | 1 - 0     | Tapachula   | Héroe de Nacozari     | 6 de febrero  | 21:00         |
| Tapachula   | 1 - 1     | Guadalajara | Olímpico de Tapachula | 20 de febrero | 19:00         |

### Grupo 9
| Pos. | Equipo | Pts. | PJ | G | E | P | GF | GC | Dif. | Clasificación             |
| ---- | ------ | ---- | -- | - | - | - | -- | -- | ---- | ------------------------- |
| 1    | UNAM   | 9    | 4  | 3 | 0 | 1 | 6  | 3  | +3   | Acceso a octavos de final |
| 2    | Atlas  | 6    | 4  | 2 | 0 | 2 | 7  | 6  | +1   | Acceso a octavos de final |
| 3    | U de G | 3    | 4  | 1 | 0 | 3 | 5  | 9  | −4   |                           |

 Fuente: [cita requerida]
| Grupo 9       | Grupo 9   | Grupo 9       | Grupo 9                | Grupo 9       | Grupo 9       |
| Local         | Resultado | Visitante     | Estadio                | Fecha         | Hora (Centro) |
| ------------- | --------- | ------------- | ---------------------- | ------------- | ------------- |
| UNAM          | 0 - 1     | Atlas         | Olímpico Universitario | 8 de enero    | 19:00         |
| Leones Negros | 0 - 2     | UNAM          | Jalisco                | 16 de enero   | 21:00         |
| Atlas         | 1 - 2     | Leones Negros | Jalisco                | 22 de enero   | 21:00         |
| Atlas         | 1 - 2     | UNAM          | Jalisco                | 29 de enero   | 21:00         |
| Leones Negros | 2 - 4     | Atlas         | Jalisco                | 5 de febrero  | 19:00         |
| UNAM          | 2 - 1     | Leones Negros | Olímpico Universitario | 20 de febrero | 21:00         |

### Mejores segundos
| Pos. | Equipo               | Pts. | PJ | G | E | P | GF | GC | Dif. | Clasificación             |
| ---- | -------------------- | ---- | -- | - | - | - | -- | -- | ---- | ------------------------- |
| 1    | Mineros de Zacatecas | 7    | 4  | 2 | 1 | 1 | 3  | 2  | +1   | Acceso a octavos de final |
| 2    | Atlas                | 6    | 4  | 2 | 0 | 2 | 7  | 6  | +1   | Acceso a octavos de final |
| 3    | Atlético de San Luis | 6    | 4  | 2 | 0 | 2 | 5  | 5  | 0    | Acceso a octavos de final |
| 4    | Pachuca              | 6    | 4  | 2 | 0 | 2 | 5  | 5  | 0    | Acceso a octavos de final |
| 5    | Zacatepec            | 6    | 4  | 2 | 0 | 2 | 4  | 9  | −5   | Acceso a octavos de final |
| 6    | León                 | 5    | 4  | 1 | 2 | 1 | 5  | 5  | 0    | Acceso a octavos de final |
| 7    | Puebla               | 4    | 4  | 1 | 1 | 2 | 7  | 8  | −1   | Acceso a octavos de final |
| 8    | Cimarrones           | 4    | 4  | 1 | 1 | 2 | 3  | 4  | −1   |                           |
| 9    | Correcaminos UAT     | 4    | 4  | 1 | 1 | 2 | 5  | 7  | −2   |                           |

 Fuente: [cita requerida]
Notas:
1. 1 2  Atlético de San Luis se pone por delante de Pachuca por mejor puntaje de juego limpio (Atlético de San Luis 9, Pachuca 11).

## Tabla de clasificados
| Pos. | Equipo               | Pts. | PJ | G | E | P | GF | GC | Dif. |
| ---- | -------------------- | ---- | -- | - | - | - | -- | -- | ---- |
| 1    | Morelia              | 12   | 4  | 4 | 0 | 0 | 8  | 3  | +5   |
| 2    | Juárez               | 10   | 4  | 3 | 1 | 0 | 7  | 2  | +5   |
| 3    | UNAM                 | 9    | 4  | 3 | 0 | 1 | 6  | 3  | +3   |
| 4    | América              | 9    | 4  | 3 | 0 | 1 | 6  | 4  | +2   |
| 5    | Guadalajara          | 8    | 4  | 2 | 2 | 0 | 7  | 3  | +4   |
| 6    | Dorados              | 7    | 4  | 2 | 1 | 1 | 7  | 3  | +4   |
| 7    | Veracruz             | 7    | 4  | 2 | 1 | 1 | 4  | 2  | +2   |
| 8    | Tijuana              | 7    | 4  | 2 | 1 | 1 | 5  | 4  | +1   |
|      |                      |      |    |   |   |   |    |    |      |
| 9    | Alebrijes            | 7    | 4  | 2 | 1 | 1 | 4  | 3  | +1   |
| 10   | Mineros de Zacatecas | 7    | 4  | 2 | 1 | 1 | 3  | 2  | +1   |
| 11   | Atlas                | 6    | 4  | 2 | 0 | 2 | 7  | 6  | +1   |
| 12   | Atlético de San Luis | 6    | 4  | 2 | 0 | 2 | 5  | 5  | 0    |
| 13   | Pachuca              | 6    | 4  | 2 | 0 | 2 | 5  | 5  | 0    |
| 14   | Zacatepec            | 6    | 4  | 2 | 0 | 2 | 4  | 9  | −5   |
| 15   | León                 | 5    | 4  | 1 | 2 | 1 | 5  | 5  | 0    |
| 16   | Puebla               | 4    | 4  | 1 | 1 | 2 | 7  | 8  | −1   |

 Fuente: [cita requerida]
Notas:
1. 1 2  Atlético de San Luis se pone por delante de Pachuca por mejor puntaje de juego limpio (Atlético de San Luis 9, Pachuca 11).

## Fase final
|  | Octavos de final           | Octavos de final           | Octavos de final           |             |       | Cuartos de final          | Cuartos de final          | Cuartos de final          |  |   | Semifinales            | Semifinales            | Semifinales            |  |   | Final               | Final               | Final               |  |
|  | 26 y 27 de febrero de 2019 | 26 y 27 de febrero de 2019 | 26 y 27 de febrero de 2019 |             |       | 12 al 14 de marzo de 2019 | 12 al 14 de marzo de 2019 | 12 al 14 de marzo de 2019 |  |   | 2 y 3 de abril de 2019 | 2 y 3 de abril de 2019 | 2 y 3 de abril de 2019 |  |   | 10 de abril de 2019 | 10 de abril de 2019 | 10 de abril de 2019 |  |
|  |                            |                            |                            |             |       |                           |                           |                           |  |   |                        |                        |                        |  |   |                     |                     |                     |  |
|  |                            |                            |                            |             |       |                           |                           |                           |  |   |                        |                        |                        |  |   |                     |                     |                     |  |
|  | 2                          | Juárez (p.)                | 0 (4)                      |             |       |                           |                           |                           |  |   |                        |                        |                        |  |   |                     |                     |                     |  |
|  | 2                          | Juárez (p.)                | 0 (4)                      |             |       |                           |                           |                           |  |   |                        |                        |                        |  |   |                     |                     |                     |  |
|  | 15                         | León                       | 0 (2)                      |             |       |                           |                           |                           |  |   |                        |                        |                        |  |   |                     |                     |                     |  |
|  | 15                         | León                       | 0 (2)                      |             | 2     | Juárez (p.)               | 2 (3)                     |                           |  |   |                        |                        |                        |  |   |                     |                     |                     |  |
|  |                            |                            |                            |             | 2     | Juárez (p.)               | 2 (3)                     |                           |  |   |                        |                        |                        |  |   |                     |                     |                     |  |
|  |                            |                            | 7                          | Veracruz    | 2 (1) |                           |                           |                           |  |   |                        |                        |                        |  |   |                     |                     |                     |  |
|  | 7                          | Veracruz                   | 7                          | Veracruz    | 2 (1) | 2                         |                           |                           |  |   |                        |                        |                        |  |   |                     |                     |                     |  |
|  | 7                          | Veracruz                   |                            |             |       |                           |                           |                           |  |   |                        |                        |                        |  |   |                     |                     |                     |  |
|  | 10                         | Mineros de Zacatecas       | 1                          |             |       |                           |                           |                           |  |   |                        |                        |                        |  |   |                     |                     |                     |  |
|  | 10                         | Mineros de Zacatecas       | 1                          |             |       |                           |                           |                           |  | 2 | Juárez                 | 2                      |                        |  |   |                     |                     |                     |  |
|  |                            |                            |                            |             |       |                           |                           |                           |  | 2 | Juárez                 | 2                      |                        |  |   |                     |                     |                     |  |
|  |                            |                            | 3                          | UNAM        | 0     |                           |                           |                           |  |   |                        |                        |                        |  |   |                     |                     |                     |  |
|  | 3                          | UNAM                       | 3                          | UNAM        | 0     | 3                         |                           |                           |  |   |                        |                        |                        |  |   |                     |                     |                     |  |
|  | 3                          | UNAM                       |                            |             |       |                           |                           |                           |  |   |                        |                        |                        |  |   |                     |                     |                     |  |
|  | 14                         | Zacatepec                  | 0                          |             |       |                           |                           |                           |  |   |                        |                        |                        |  |   |                     |                     |                     |  |
|  | 14                         | Zacatepec                  | 0                          |             | 3     | UNAM                      | 3                         |                           |  |   |                        |                        |                        |  |   |                     |                     |                     |  |
|  |                            |                            |                            |             | 3     | UNAM                      | 3                         |                           |  |   |                        |                        |                        |  |   |                     |                     |                     |  |
|  |                            |                            | 6                          | Dorados     | 0     |                           |                           |                           |  |   |                        |                        |                        |  |   |                     |                     |                     |  |
|  | 6                          | Dorados (p.)               | 6                          | Dorados     | 0     | 0 (4)                     |                           |                           |  |   |                        |                        |                        |  |   |                     |                     |                     |  |
|  | 6                          | Dorados (p.)               |                            |             |       |                           |                           |                           |  |   |                        |                        |                        |  |   |                     |                     |                     |  |
|  | 11                         | Atlas                      | 0 (2)                      |             |       |                           |                           |                           |  |   |                        |                        |                        |  |   |                     |                     |                     |  |
|  | 11                         | Atlas                      | 0 (2)                      |             |       |                           |                           |                           |  |   |                        |                        |                        |  | 2 | Juárez              | 0                   |                     |  |
|  |                            |                            |                            |             |       |                           |                           |                           |  |   |                        |                        |                        |  | 2 | Juárez              | 0                   |                     |  |
|  |                            |                            | 4                          | América     | 1     |                           |                           |                           |  |   |                        |                        |                        |  |   |                     |                     |                     |  |
|  | 4                          | América                    | 4                          | América     | 1     | 5                         |                           |                           |  |   |                        |                        |                        |  |   |                     |                     |                     |  |
|  | 4                          | América                    |                            |             |       |                           |                           |                           |  |   |                        |                        |                        |  |   |                     |                     |                     |  |
|  | 13                         | Pachuca                    | 2                          |             |       |                           |                           |                           |  |   |                        |                        |                        |  |   |                     |                     |                     |  |
|  | 13                         | Pachuca                    | 2                          |             | 4     | América                   | 2                         |                           |  |   |                        |                        |                        |  |   |                     |                     |                     |  |
|  |                            |                            |                            |             | 4     | América                   | 2                         |                           |  |   |                        |                        |                        |  |   |                     |                     |                     |  |
|  |                            |                            | 5                          | Guadalajara | 0     |                           |                           |                           |  |   |                        |                        |                        |  |   |                     |                     |                     |  |
|  | 5                          | Guadalajara                | 5                          | Guadalajara | 0     | 2                         |                           |                           |  |   |                        |                        |                        |  |   |                     |                     |                     |  |
|  | 5                          | Guadalajara                |                            |             |       |                           |                           |                           |  |   |                        |                        |                        |  |   |                     |                     |                     |  |
|  | 12                         | Atlético de San Luis       | 1                          |             |       |                           |                           |                           |  |   |                        |                        |                        |  |   |                     |                     |                     |  |
|  | 12                         | Atlético de San Luis       | 1                          |             |       |                           |                           |                           |  | 4 | América                | 4                      |                        |  |   |                     |                     |                     |  |
|  |                            |                            |                            |             |       |                           |                           |                           |  | 4 | América                | 4                      |                        |  |   |                     |                     |                     |  |
|  |                            |                            | 8                          | Tijuana     | 0     |                           |                           |                           |  |   |                        |                        |                        |  |   |                     |                     |                     |  |
|  | 1                          | Morelia (p.)               | 8                          | Tijuana     | 0     | 1 (3)                     |                           |                           |  |   |                        |                        |                        |  |   |                     |                     |                     |  |
|  | 1                          | Morelia (p.)               |                            |             |       |                           |                           |                           |  |   |                        |                        |                        |  |   |                     |                     |                     |  |
|  | 16                         | Puebla                     | 1 (0)                      |             |       |                           |                           |                           |  |   |                        |                        |                        |  |   |                     |                     |                     |  |
|  | 16                         | Puebla                     | 1 (0)                      |             | 1     | Morelia                   | 0                         |                           |  |   |                        |                        |                        |  |   |                     |                     |                     |  |
|  |                            |                            |                            |             | 1     | Morelia                   | 0                         |                           |  |   |                        |                        |                        |  |   |                     |                     |                     |  |
|  |                            |                            | 8                          | Tijuana     | 1     |                           |                           |                           |  |   |                        |                        |                        |  |   |                     |                     |                     |  |
|  | 8                          | Tijuana (p.)               | 8                          | Tijuana     | 1     | 1 (4)                     |                           |                           |  |   |                        |                        |                        |  |   |                     |                     |                     |  |
|  | 8                          | Tijuana (p.)               |                            |             |       |                           |                           |                           |  |   |                        |                        |                        |  |   |                     |                     |                     |  |
|  | 9                          | Alebrijes                  | 1 (3)                      |             |       |                           |                           |                           |  |   |                        |                        |                        |  |   |                     |                     |                     |  |
|  | 9                          | Alebrijes                  | 1 (3)                      |             |       |                           |                           |                           |  |   |                        |                        |                        |  |   |                     |                     |                     |  |
|  |                            |                            |                            |             |       |                           |                           |                           |  |   |                        |                        |                        |  |   |                     |                     |                     |  |

- Campeón clasifica a la Supercopa MX 2018-19.

### Octavos de final
| 26 de febrero de 2019, 19:00      | Morelia                             | 1:1 (0:0) (3:0 p.)         | Puebla                             | Estadio Morelos, Morelia                                              |                                                                       |
|                                   | A. Soto 85' (a.g.)                  | Reporte                    | L. Cavallini 47'                   | Asistencia: 11 617 espectadores Árbitro(s): Jonathan Hernández Juárez | Asistencia: 11 617 espectadores Árbitro(s): Jonathan Hernández Juárez |
|                                   |                                     | Tiros desde el punto penal |                                    |                                                                       |                                                                       |
|                                   | R. Sandoval · S. Vegas · G. Lezcano |                            | D. Arreola · V. Loroña · Y. Orozco |                                                                       |                                                                       |
| Morelia avanzó a cuartos de final |                                     |                            |                                    |                                                                       |                                                                       |

| 26 de febrero de 2019, 19:15      | Tijuana                                                      | 1:1 (1:1) (4:3 p.)         | Oaxaca                                                         | Estadio Caliente, Tijuana                                                 |                                                                           |
|                                   | L. Chávez 9'                                                 | Reporte                    | V. Moragrega 16'                                               | Asistencia: 24,333 espectadores Árbitro(s): César Arturo Ramos Palazuelos | Asistencia: 24,333 espectadores Árbitro(s): César Arturo Ramos Palazuelos |
|                                   |                                                              | Tiros desde el punto penal |                                                                |                                                                           |                                                                           |
|                                   | L. Chávez · M. Bolaños · D. González · J. Velázquez · G. Bou |                            | T. Guarch · J. Tehuitzil · D. Cervantes · A. Sánchez · R. Noya |                                                                           |                                                                           |
| Tijuana avanzó a cuartos de final |                                                              |                            |                                                                |                                                                           |                                                                           |

| 26 de febrero de 2019, 21:15      | América                                                      | 5:2 (1:2) | Pachuca                          | Estadio Azteca, CDMX                                                 |                                                                      |
|                                   | N. Benedetti 20' · H. Martín 46', 54' · R. Martínez 60', 90' | Reporte   | R. de la Rosa 22' · J. Ulloa 25' | Asistencia: 13,492 espectadores Árbitro(s): Alejandro Funk Villafañe | Asistencia: 13,492 espectadores Árbitro(s): Alejandro Funk Villafañe |
| América avanzó a cuartos de final |                                                              |           |                                  |                                                                      |                                                                      |

| 27 de febrero de 2019, 21:15          | Guadalajara                        | 2:1 (0:1) | Atlético San Luis | Estadio Akron, Zapopan                                         |                                                                |
|                                       | A. Pulido 65' · D. Villalpando 75' | Reporte   | N. Maya 26'       | Asistencia: 14,914 espectadores Árbitro(s): Oscar Mejía García | Asistencia: 14,914 espectadores Árbitro(s): Oscar Mejía García |
| Guadalajara avanzó a cuartos de final |                                    |           |                   |                                                                |                                                                |

| 27 de febrero de 2019, 20:15     | Juárez                                        | 0:0 (4:2 p.)               | León                                          | Estadio Olímpico Benito Juárez, Ciudad Juárez                                |                                                                              |
|                                  |                                               | Reporte                    |                                               | Asistencia: 12,521 espectadores Árbitro(s): Víctor Alfonso Cáceres Hernández | Asistencia: 12,521 espectadores Árbitro(s): Víctor Alfonso Cáceres Hernández |
|                                  |                                               | Tiros desde el punto penal |                                               |                                                                              |                                                                              |
|                                  | E. Borelli · C. Pérez · G. Hachen · F. Santos |                            | A. Mena · L. Montes · F. Navarro · W. Tesillo |                                                                              |                                                                              |
| Juárez avanzó a cuartos de final |                                               |                            |                                               |                                                                              |                                                                              |

| 27 de febrero de 2019, 19:00       | Veracruz                      | 2:1 (0:1) | Zacatecas      | Estadio Luis "Pirata" Fuente, Veracruz                         |                                                                |
|                                    | D. Chávez 71' · R. Prieto 87' | Reporte   | F. Morales 44' | Asistencia: 4,495 espectadores Árbitro(s): Roberto Ríos Jácome | Asistencia: 4,495 espectadores Árbitro(s): Roberto Ríos Jácome |
| Veracruz avanzó a cuartos de final |                               |           |                |                                                                |                                                                |

| 27 de febrero de 2019, 19:00   | UNAM                                  | 3:0 (2:0) | Zacatepec | Estadio Olímpico Universitario, CDMX                                |                                                                     |
|                                | J. Iturbe 31', 42' · M. Rodríguez 65' | Reporte   |           | Asistencia: 8,649 espectadores Árbitro(s): Adonai Escobedo González | Asistencia: 8,649 espectadores Árbitro(s): Adonai Escobedo González |
| UNAM avanzó a cuartos de final |                                       |           |           |                                                                     |                                                                     |

| 26 de febrero de 2019, 20:15      | Dorados                                        | 0:0 (4:2 p.)               | Atlas                                             | Estadio Banorte, Culiacán                                                |                                                                          |
|                                   |                                                | Reporte                    |                                                   | Asistencia: 8,013 espectadores Árbitro(s): Juan Andrés Esquivel González | Asistencia: 8,013 espectadores Árbitro(s): Juan Andrés Esquivel González |
|                                   |                                                | Tiros desde el punto penal |                                                   |                                                                          |                                                                          |
|                                   | A. Escoto · F. Arce · V. Guadalupe · G. Servio |                            | O. Martínez · F. Barceló · C. Aboagye · J. Torres |                                                                          |                                                                          |
| Dorados avanzó a cuartos de final |                                                |                            |                                                   |                                                                          |                                                                          |

### Cuartos de final
| 12 de marzo de 2019, 21:05   | Morelia | 0:1 (0:0) | Tijuana          | Estadio Morelos, Morelia                                          |                                                                   |
|                              |         | Reporte   | A. Nahuelpán 74' | Asistencia: 12,529 espectadores Árbitro(s): Roberto García Orozco | Asistencia: 12,529 espectadores Árbitro(s): Roberto García Orozco |
| Tijuana avanzó a semifinales |         |           |                  |                                                                   |                                                                   |

| 13 de marzo de 2019, 20:55   | América                            | 2:0 (0:0) | Guadalajara | Estadio Azteca, CDMX                                                   |                                                                        |
|                              | B. Valdéz 58' · N. Benedetti 90+2' | Reporte   |             | Asistencia: 56,950 espectadores Árbitro(s): Francisco Chacón Gutiérrez | Asistencia: 56,950 espectadores Árbitro(s): Francisco Chacón Gutiérrez |
| América avanzó a semifinales |                                    |           |             |                                                                        |                                                                        |

| 14 de marzo de 2019, 19:00  | Juárez                                         | 2:2 (2:1) (3:1 p.)         | Veracruz                                                        | Estadio Olímpico Benito Juárez, Ciudad Juárez                          |                                                                        |
|                             | F. Santos 18' · R. Ramazotti 39'               | Reporte                    | C. Salcido 23' · C. Kazim-Richards 90+4'                        | Asistencia: 10,025 espectadores Árbitro(s): Edgar Ulises Rangel Araujo | Asistencia: 10,025 espectadores Árbitro(s): Edgar Ulises Rangel Araujo |
|                             |                                                | Tiros desde el punto penal |                                                                 |                                                                        |                                                                        |
|                             | E. Borelli · C. Pérez · L. Carrijó · R. Chávez |                            | C. Kazim-Richards · C. Gutiérrez · C. Salcido · L. Kontogiannis |                                                                        |                                                                        |
| Juárez avanzó a semifinales |                                                |                            |                                                                 |                                                                        |                                                                        |

| 12 de marzo de 2019, 19:00 | UNAM                                              | 3:0 (1:0) | Dorados | Estadio Olímpico Universitario, CDMX                           |                                                                |
|                            | L. Jeréz 18' (a.g.) · J. Iturbe 77' · F. Mora 89' | Reporte   |         | Asistencia: 16,101 espectadores Árbitro(s): Oscar Mejía García | Asistencia: 16,101 espectadores Árbitro(s): Oscar Mejía García |
| UNAM avanzó a semifinales  |                                                   |           |         |                                                                |                                                                |

### Semifinales
| 2 de abril de 2019, 20:00 | América                                                        | 4:0 (2:0) | Tijuana | Estadio Azteca, CDMX                                            |                                                                 |
|                           | J. Hernández 3' · N. Benedetti 40' · H. Martín 84' (pen.), 86' | Reporte   |         | Asistencia: 30,758 espectadores Árbitro(s): Roberto Ríos Jácome | Asistencia: 30,758 espectadores Árbitro(s): Roberto Ríos Jácome |
| América avanzó a la final |                                                                |           |         |                                                                 |                                                                 |

| 3 de abril de 2019, 21:00 | Juárez                              | 2:0 (0:0) | UNAM | Estadio Olímpico Benito Juárez, Ciudad Juárez                  |                                                                |
|                           | O. A. P. Padilla 64' · L. López 84' | Reporte   |      | Asistencia: 19,702 espectadores Árbitro(s): Jonathan Hernández | Asistencia: 19,702 espectadores Árbitro(s): Jonathan Hernández |
| Juárez avanzó a la final  |                                     |           |      |                                                                |                                                                |

### Final
| 10 de abril de 2019, 20:00   | Juárez | 0:1 (0:1) | América                | Estadio Olímpico Benito Juárez, Ciudad Juárez                         |                                                                       |
|                              |        | Reporte   | E. Aguilera 39' (pen.) | Asistencia: 19,917 espectadores Árbitro(s): Jorge Antonio Pérez Durán | Asistencia: 19,917 espectadores Árbitro(s): Jorge Antonio Pérez Durán |
| América se proclamó campeón. |        |           |                        |                                                                       |                                                                       |

| 31    | POR   | Iván Vázquez      |     |
| 3     | DEF   | Luis López        |     |
| 5     | DEF   | Eder Borelli      | 54' |
| 22    | DEF   | Ricardo Chávez    |     |
| 27    | DEF   | Christian Pérez   |     |
| 7     | MED   | Lucas da Silva    | 69' |
| 10    | MED   | Edy Brambila      |     |
| 15    | MED   | Francisco Nevarez |     |
| 23    | MED   | Joaquín Noy       |     |
| 9     | DEL   | Leandro Carrijó   | 69' |
| 182   | DEL   | Omar Panuco       |     |
| D. T. | D. T. | Gabriel Caballero |     |

| 1     | POR   | Agustín Marchesín |     |
| 2     | DEF   | Carlos Vargas     |     |
| 4     | DEF   | Edson Álvarez     |     |
| 18    | DEF   | Bruno Valdez      |     |
| 19    | DEF   | Emanuel Aguilera  |     |
| 22    | DEF   | Paul Aguilar      |     |
| 5     | MED   | Guido Rodríguez   |     |
| 14    | MED   | Nicolás Benedetti | 59' |
| 30    | MED   | Renato Ibarra     | 69' |
| 287   | MED   | José Hernández    |     |
| 21    | DEL   | Henry Martín      | 84' |
| D. T. | D. T. | Miguel Herrera    |     |

| 17 | MED | Flavio Santos   | 54' |
| 11 | MED | Mauro Fernández | 69' |
| 19 | MED | Gabriel Hachen  | 69' |

| 8  | MED | Mateus Uribe    | 59' |
| 9  | DEL | Roger Martínez  | 69' |
| 11 | MED | Andrés Ibargüen | 84' |

| 39' (pen.) | Emanuel Aguilera | 0:1 |

| 30' | Fernando Nevarez |

| 30' · 81' · 90' | José Hernández Guido Rodríguez Andrés Ibargüen |

| Principal  | Jorge Antonio Pérez Durán |
| Asistentes | Alberto Morin             |
|            | Alejandro Morales         |
| Cuarto     | Jonathan Hernádez         |

|                    |     |     |
| Tiros              | 3   | 4   |
| Tiros a puerta     | 3   | 3   |
| Faltas             | 4   | 1   |
| Saques de esquina  | 1   | 6   |
| Penaltis           | 0   | 1   |
| Fueras de juego    | 0   | 0   |
| Posesión del balón | 49% | 51% |

| Alineación inicial |

| 31    | POR   | Iván Vázquez      |     |
| 3     | DEF   | Luis López        |     |
| 5     | DEF   | Eder Borelli      | 54' |
| 22    | DEF   | Ricardo Chávez    |     |
| 27    | DEF   | Christian Pérez   |     |
| 7     | MED   | Lucas da Silva    | 69' |
| 10    | MED   | Edy Brambila      |     |
| 15    | MED   | Francisco Nevarez |     |
| 23    | MED   | Joaquín Noy       |     |
| 9     | DEL   | Leandro Carrijó   | 69' |
| 182   | DEL   | Omar Panuco       |     |
| D. T. | D. T. | Gabriel Caballero |     |

| 1     | POR   | Agustín Marchesín |     |
| 2     | DEF   | Carlos Vargas     |     |
| 4     | DEF   | Edson Álvarez     |     |
| 18    | DEF   | Bruno Valdez      |     |
| 19    | DEF   | Emanuel Aguilera  |     |
| 22    | DEF   | Paul Aguilar      |     |
| 5     | MED   | Guido Rodríguez   |     |
| 14    | MED   | Nicolás Benedetti | 59' |
| 30    | MED   | Renato Ibarra     | 69' |
| 287   | MED   | José Hernández    |     |
| 21    | DEL   | Henry Martín      | 84' |
| D. T. | D. T. | Miguel Herrera    |     |

| 17 | MED | Flavio Santos   | 54' |
| 11 | MED | Mauro Fernández | 69' |
| 19 | MED | Gabriel Hachen  | 69' |

| 8  | MED | Mateus Uribe    | 59' |
| 9  | DEL | Roger Martínez  | 69' |
| 11 | MED | Andrés Ibargüen | 84' |

| 39' (pen.) | Emanuel Aguilera | 0:1 |

| 30' | Fernando Nevarez |

| 30' · 81' · 90' | José Hernández Guido Rodríguez Andrés Ibargüen |

| Principal  | Jorge Antonio Pérez Durán |
| Asistentes | Alberto Morin             |
|            | Alejandro Morales         |
| Cuarto     | Jonathan Hernádez         |

|                    |     |     |
| Tiros              | 3   | 4   |
| Tiros a puerta     | 3   | 3   |
| Faltas             | 4   | 1   |
| Saques de esquina  | 1   | 6   |
| Penaltis           | 0   | 1   |
| Fueras de juego    | 0   | 0   |
| Posesión del balón | 49% | 51% |

| Alineación inicial |

| 31    | POR   | Iván Vázquez      |     |
| 3     | DEF   | Luis López        |     |
| 5     | DEF   | Eder Borelli      | 54' |
| 22    | DEF   | Ricardo Chávez    |     |
| 27    | DEF   | Christian Pérez   |     |
| 7     | MED   | Lucas da Silva    | 69' |
| 10    | MED   | Edy Brambila      |     |
| 15    | MED   | Francisco Nevarez |     |
| 23    | MED   | Joaquín Noy       |     |
| 9     | DEL   | Leandro Carrijó   | 69' |
| 182   | DEL   | Omar Panuco       |     |
| D. T. | D. T. | Gabriel Caballero |     |

| 1     | POR   | Agustín Marchesín |     |
| 2     | DEF   | Carlos Vargas     |     |
| 4     | DEF   | Edson Álvarez     |     |
| 18    | DEF   | Bruno Valdez      |     |
| 19    | DEF   | Emanuel Aguilera  |     |
| 22    | DEF   | Paul Aguilar      |     |
| 5     | MED   | Guido Rodríguez   |     |
| 14    | MED   | Nicolás Benedetti | 59' |
| 30    | MED   | Renato Ibarra     | 69' |
| 287   | MED   | José Hernández    |     |
| 21    | DEL   | Henry Martín      | 84' |
| D. T. | D. T. | Miguel Herrera    |     |

| 17 | MED | Flavio Santos   | 54' |
| 11 | MED | Mauro Fernández | 69' |
| 19 | MED | Gabriel Hachen  | 69' |

| 8  | MED | Mateus Uribe    | 59' |
| 9  | DEL | Roger Martínez  | 69' |
| 11 | MED | Andrés Ibargüen | 84' |

| 39' (pen.) | Emanuel Aguilera | 0:1 |

| 30' | Fernando Nevarez |

| 30' · 81' · 90' | José Hernández Guido Rodríguez Andrés Ibargüen |

| Principal  | Jorge Antonio Pérez Durán |
| Asistentes | Alberto Morin             |
|            | Alejandro Morales         |
| Cuarto     | Jonathan Hernádez         |

|                    |     |     |
| Tiros              | 3   | 4   |
| Tiros a puerta     | 3   | 3   |
| Faltas             | 4   | 1   |
| Saques de esquina  | 1   | 6   |
| Penaltis           | 0   | 1   |
| Fueras de juego    | 0   | 0   |
| Posesión del balón | 49% | 51% |

| Alineación inicial |

| 31    | POR   | Iván Vázquez      |     |
| 3     | DEF   | Luis López        |     |
| 5     | DEF   | Eder Borelli      | 54' |
| 22    | DEF   | Ricardo Chávez    |     |
| 27    | DEF   | Christian Pérez   |     |
| 7     | MED   | Lucas da Silva    | 69' |
| 10    | MED   | Edy Brambila      |     |
| 15    | MED   | Francisco Nevarez |     |
| 23    | MED   | Joaquín Noy       |     |
| 9     | DEL   | Leandro Carrijó   | 69' |
| 182   | DEL   | Omar Panuco       |     |
| D. T. | D. T. | Gabriel Caballero |     |

| 1     | POR   | Agustín Marchesín |     |
| 2     | DEF   | Carlos Vargas     |     |
| 4     | DEF   | Edson Álvarez     |     |
| 18    | DEF   | Bruno Valdez      |     |
| 19    | DEF   | Emanuel Aguilera  |     |
| 22    | DEF   | Paul Aguilar      |     |
| 5     | MED   | Guido Rodríguez   |     |
| 14    | MED   | Nicolás Benedetti | 59' |
| 30    | MED   | Renato Ibarra     | 69' |
| 287   | MED   | José Hernández    |     |
| 21    | DEL   | Henry Martín      | 84' |
| D. T. | D. T. | Miguel Herrera    |     |

| 17 | MED | Flavio Santos   | 54' |
| 11 | MED | Mauro Fernández | 69' |
| 19 | MED | Gabriel Hachen  | 69' |

| 8  | MED | Mateus Uribe    | 59' |
| 9  | DEL | Roger Martínez  | 69' |
| 11 | MED | Andrés Ibargüen | 84' |

| 39' (pen.) | Emanuel Aguilera | 0:1 |

| 30' | Fernando Nevarez |

| 30' · 81' · 90' | José Hernández Guido Rodríguez Andrés Ibargüen |

| Principal  | Jorge Antonio Pérez Durán |
| Asistentes | Alberto Morin             |
|            | Alejandro Morales         |
| Cuarto     | Jonathan Hernádez         |

|                    |     |     |
| Tiros              | 3   | 4   |
| Tiros a puerta     | 3   | 3   |
| Faltas             | 4   | 1   |
| Saques de esquina  | 1   | 6   |
| Penaltis           | 0   | 1   |
| Fueras de juego    | 0   | 0   |
| Posesión del balón | 49% | 51% |

| Alineación inicial |

| Campeón Clausura 2019 |
| --------------------- |
|                       |
| América               |
| 6.º Título            |

## Estadísticas
- Datos según la página oficial de la competición.

### Máximos goleadores
Lista con los máximos goleadores del torneo, * Datos según la página oficial.
| Pos. | Jugador                 | Equipo      | Goles | Minutos |
| ---- | ----------------------- | ----------- | ----- | ------- |
| 1º   | Henry Martín            | América     | 5     | 458     |
| 2º   | Gustavo Matías Alustiza | Puebla      | 3     | 91      |
| 3º   | Diego Pineda            | San Luis    | 3     | 301     |
| 4º   | Eryc Leonel Castillo    | Tijuana     | 2     | 133     |
| 5º   | Roger Beyker Martínez   | América     | 2     | 170     |
| 6º   | Diego Chávez            | Veracruz    | 2     | 230     |
| 7º   | Emanuel Aguilera        | América     | 2     | 270     |
| 8º   | Ronaldo Cisneros        | Guadalajara | 2     | 282     |
| 9º   | Flavio Jesús Santos     | Juárez      | 2     | 299     |
| 10º  | Amaury Gabriel Escoto   | Dorados     | 2     | 315     |